# Molières-Glandaz
Molières-Glandaz foi uma comuna francesa na região administrativa de Auvérnia-Ródano-Alpes, no departamento de Drôme. Estendia-se por uma área de 2,87 km². Em 2010 a comuna tinha 118 habitantes (densidade: 41,1 hab./km²).
Em 1 de janeiro de 2016, passou a formar parte da nova comuna de Solaure-en-Diois.